# British Covered Court Championships
Die British Covered Court Championships („Britische Hallenmeisterschaften“) waren ein Tennisturnier in London, das von 1885 bis 1971 ausgetragen wurde.

## Geschichte

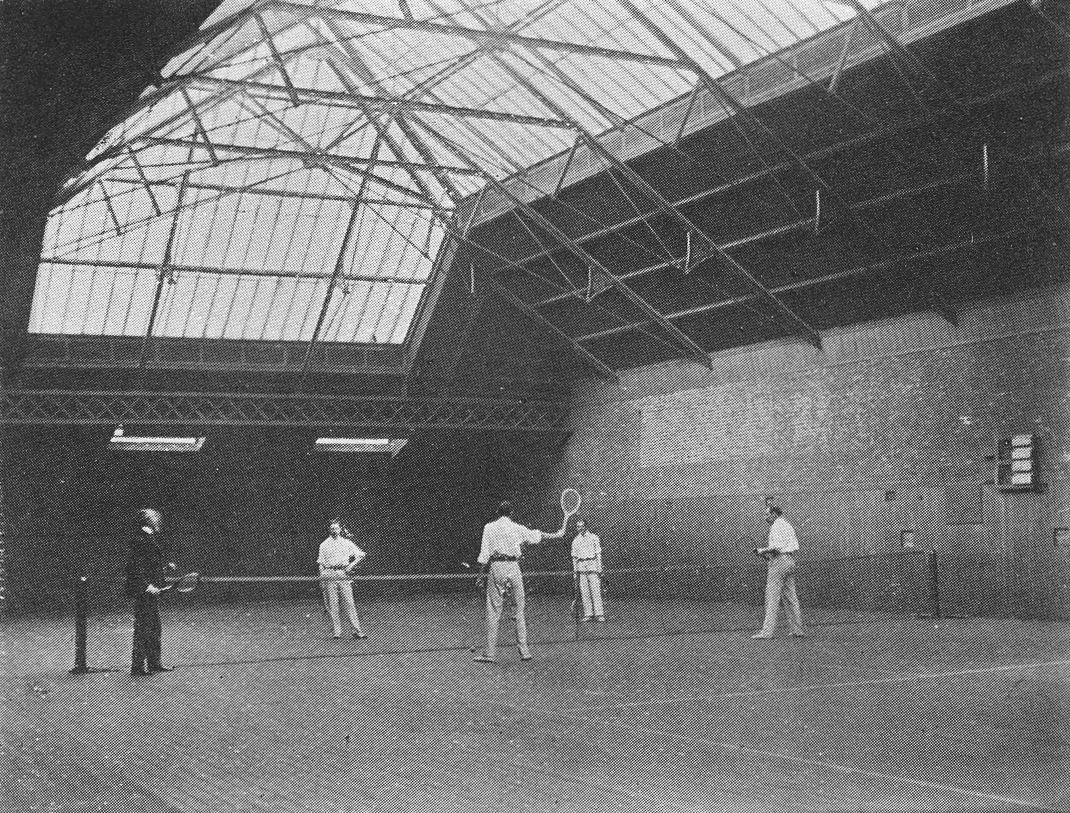
Die alte Tennishalle im Hyde Park, um 1890

In den ersten fünf Jahren fand das Turnier als Herreneinzel in der Halle des Hyde Park Lawn Tennis Club statt. Ab 1890 veranstaltete der Queen’s Club das Turnier in seiner Halle. Im selben Jahr wurde ein Dameneinzel- und Herrendoppelwettbewerb ins Programm aufgenommen, 1898 das Mixed. 1923 wurde die Challenge Round abgeschafft, so dass sich der Titelverteidiger ebenfalls durch das Teilnehmerfeld hindurchspielen musste.
Bis in die 1950er Jahre hinein waren die britischen Hallenmeisterschaften ein wichtiges Turnier, danach ließ deren Bedeutsamkeit nach. Nach Beginn der Open Era wurde das Turnier 1970 und 1971 kurzzeitig Teil des von der ITF ins Leben gerufenen Tennis Grand Prix. Nachdem das Turnier bereits 1957 sowie 1966 und 1967 aufgrund eines fehlenden Sponsors ausfallen musste, wurde es 1971 eingestellt.

## Sieger im Einzel

### Herren
| Jahr                         | Sieger                    | Finalgegner               | Finalergebnis            |
| ---------------------------- | ------------------------- | ------------------------- | ------------------------ |
| 1885                         | Herbert Lawford           | Charles Hoadley Ross      | 7:5, 6:3, 6:3            |
| 1886                         | Edward Lake Williams      | Herbert Lawford           | 6:2, 1:6, 5:7, 6:4, 6:4  |
| 1887                         | Ernest Lewis              | Edward Lake Williams      | 6:2, 6:2, 6:1            |
| 1888                         | Ernest Lewis              | George Ernest Meers       | 6:3, 6:0, 6:1            |
| 1889                         | Ernest Lewis              | James Herbert Crispe      | 6:1, 6:1, 6:1            |
| 1890                         | Ernest Lewis              | George Ernest Meers       | 6:2, 6:3, 6:2            |
| 1891                         | Ernest Lewis              | George Ernest Meers       | 6:4, 8:6, 6:3            |
| 1892                         | George Ernest Meers       | Ernest Lewis              | 6:3, 3:6, 6:1, 6:2       |
| 1893                         | Harold Mahony             | George Ernest Meers       | 6:2, 6:2, 6:4            |
| 1894                         | Harold Mahony             | George Ernest Meers       | 6:4, 8:10, 6:2           |
| 1895                         | Ernest Lewis              | Wilberforce Vaughan Eaves | 8:6, 7:5, 6:3            |
| 1896                         | Ernest Lewis              | Wilberforce Vaughan Eaves | 6:4, 6:1, 6:8, 4:6, 7:5  |
| 1897                         | Wilberforce Vaughan Eaves | Ernest Lewis              | 6:3, 6:3, 7:5            |
| 1898                         | Wilberforce Vaughan Eaves | Laurence Doherty          | 6:4, 7:5, 6:3            |
| 1899                         | Wilberforce Vaughan Eaves | Harold Mahony             | 6:2, 6:4, 6:8, 3:6, 6:4  |
| 1900                         | Arthur Gore               | Josiah Ritchie            | 6:1, 7:5, 6:3            |
| 1901                         | Laurence Doherty          | Arthur Gore               | 6:3, 6:1, 6:1            |
| 1902                         | Laurence Doherty          | Josiah Ritchie            | 6:4, 6:3, 5:7, 6:3       |
| 1903                         | Laurence Doherty          | George Hillyard           | 6:1, 4:6, 6:4, 6:2       |
| 1904                         | Laurence Doherty          | Josiah Ritchie            | 6:2, 8:10, 5:7, 6:4, 6:3 |
| 1905                         | Laurence Doherty          | Josiah Ritchie            | 6:1, 8:6, 6:2            |
| 1906                         | Laurence Doherty          | Arthur Gore               | 6:2, 6:4, 8:6            |
| 1907                         | Anthony Wilding           | Laurence Doherty          | w. o.                    |
| 1908                         | Arthur Gore               | Anthony Wilding           | 4:6, 8:6, 6:0, 8:6       |
| 1909                         | Josiah Ritchie            | Arthur Gore               | 7:5, 8:6, 6:3            |
| 1910                         | Gordon Lowe               | Arthur Holden Lowe        | 6:4, 6:0, 6:1            |
| 1911                         | André Gobert              | Gordon Lowe               |                          |
| 1912                         | André Gobert              | Anthony Wilding           | 3:6, 7:5, 4:6, 6:4, 6:4  |
| 1913                         | Percival Davson           | Erik Øckenholt Larsen     | 5:7, 6:2, 6:3, 6:2       |
| 1914                         | Josiah Ritchie            | Percival Davson           | 8:6, 6:3, 6:1            |
| 1915–1918: nicht ausgetragen |                           |                           |                          |
| 1919                         | Percival Davson           | Josiah Ritchie            | 6:2, 6:3, 8:6            |
| 1920                         | André Gobert              | Percival Davson           | 6:4, 7:5, 6:2            |
| 1921                         | André Gobert              | Walter Cecil Crawley      | 6:2, 6:4, 4:6, 0:6, 7:5  |
| 1922                         | André Gobert              | Brian Norton              | 4:6, 6:1, 6:8, 6:4, 6:2  |
| 1923                         | John Wheatley             | Hassan-Ali Fyzee          | 1:6, 6:2, 6:4, 6:4       |
| 1924                         | Patrick Spence            | John Wheatley             | 6:2, 6:2, 4:6, 6:1       |
| 1925                         | Sydney Jacob              | Patrick Spence            | 3:6, 7:5, 6:0, 3:6, 6:3  |
| 1926                         | Jean Borotra              | Donald Greig              | 6:3, 6:2, 6:4            |
| 1927                         | Edward Higgs              | Gordon Crole-Rees         | 6:4, 6:3, 6:4            |
| 1928                         | Jean Borotra              | Gordon Crole-Rees         |                          |
| 1929                         | Jean Borotra              | Nigel Sharpe              | 7:5, 6:2, 6:2            |
| 1930                         | Jean Borotra              | Henry Austin              | 6:1, 0:6, 2:6, 6:2, 6:4  |
| 1931                         | Jean Borotra              | Jirō Satō                 | 10:8, 6:3, 0:6, 6:3      |
| 1932                         | Jean Borotra              | Harry Lee                 | 6:2, 6:3, 6:3            |
| 1933                         | Jean Borotra              | Henry Austin              | 6:3, 5:7, 6:4, 1:6, 6:4  |
| 1934                         | Henry Austin              | Jean Borotra              | 6:2, 4:6, 6:0, 6:8, 6:2  |
| 1935                         | Jean Borotra              | Nigel Sharpe              |                          |
| 1936                         | Karl Schröder             | Jean Borotra              | 8:6, 6:1, 9:7            |
| 1937                         | Henry Austin              | Karl Schröder             | 6:2, 3:6, 7:5, 6:2       |
| 1938                         | Jean Borotra              | Donald Butler             | 6:0, 4:6, 6:4, 6:2       |
| 1939–1947: nicht ausgetragen |                           |                           |                          |
| 1948                         | Jean Borotra              | Geoffrey Paish            | 6:3, 6:3, 6:2            |
| 1949                         | Jean Borotra              | Geoffrey Paish            | 6:4, 6:3, 6:3            |
| 1950                         | Jaroslav Drobný           | Geoffrey Paish            | 6:3, 6:2, 6:0            |
| 1951                         | Geoffrey Paish            | Ignacy Tłoczyński         | 6:4, 6:4, 6:1            |
| 1952                         | Jaroslav Drobný           | Tony Mottram              | 6:3, 6:4, 8:6            |
| 1953                         | Jaroslav Drobný           | Bobby Wilson              | 6:2, 7:5, 6:2            |
| 1954                         | Jaroslav Drobný           | Władysław Skonecki        | 7:5, 7:5, 7:9, 6:4       |
| 1955                         | Władysław Skonecki        | Billy Knight              | 5:7, 7:5, 6:4, 9:7       |
| 1956                         | Alfred Huber              | Geoffrey Paish            | 7:5, 7:5, 7:9, 6:4       |
| 1957: nicht ausgetragen      |                           |                           |                          |
| 1958                         | Mike Davies               | Owen Davidson             | 5:7, 6:1, 6:2, 6:2       |
| 1959                         | Bobby Wilson              | Kurt Nielsen              | 6:3, 8:6, 6:2            |
| 1960                         | Billy Knight              | Bobby Wilson              | 6:3, 6:4, 8:6            |
| 1961                         | Anthony Pickard           | Manuel Santana            | 6:1, 6:3, 6:3            |
| 1962                         | Bobby Wilson              | Billy Knight              |                          |
| 1963                         | Bobby Wilson              | Roger Taylor              | 16:14, 6:2, 9:7          |
| 1964                         | Mike Sangster             | Bobby Wilson              | 6:3, 8:6, 6:4            |
| 1965                         | Bobby Wilson              | Mark Cox                  | 6:3, 3:6, 6:3, 6:4       |
| 1966–1967: nicht ausgetragen |                           |                           |                          |
| 1968                         | Bob Hewitt                | Bob Lutz                  | 4:6, 6:2, 6:4, 10:8      |
| 1969                         | Rod Laver                 | Tony Roche                | 6:4, 6:1, 6:3            |
| 1970                         | Rod Laver                 | Cliff Richey              | 6:3, 6:4, 7:5            |
| 1971                         | Ilie Năstase              | Rod Laver                 | 3:6, 6:3, 3:6, 6:4, 6:4  |

### Damen
| Jahr                         | Siegerin                  | Finalgegnerin                | Finalergebnis    |
| ---------------------------- | ------------------------- | ---------------------------- | ---------------- |
| 1890                         | May Jacks                 | Maud Shackle                 | 6:0 6:1          |
| 1891                         | Maud Shackle              | May Jacks                    | 7:5, 6:2         |
| 1892                         | Maud Shackle              | May Arbuthnot                | 6:3, 3:6, 6:2    |
| 1893                         | Maud Shackle              | May Arbuthnot                | 6:2, 1:6, 7:5    |
| 1894                         | Edith Austin              | May Arbuthnot                | 2:6, 6:4, 7:5    |
| 1895                         | Charlotte Cooper          | Edith Austin                 | 6:4, 3:6, 6:1    |
| 1896                         | Edith Austin              | Charlotte Cooper             | 6:2, 3:6, 6:3    |
| 1897                         | Edith Austin              | Ruth Durlacher               | 9:11, 6:4, 12:10 |
| 1898                         | Edith Austin              | Ruth Pennington-Legh         | 6:3, 2:6, 6:2    |
| 1899                         | Edith Austin              | Charlotte Cooper             | 6:2, 6:4         |
| 1900                         | Toupie Lowther            | Edith Austin                 | 2:6, 7:5, 6:4    |
| 1901                         | Blanche Bingley-Hillyard  | Toupie Lowther               | 6:2, 6:3         |
| 1902                         | Toupie Lowther            | Gladys Duddell               | 6:3, 6:1         |
| 1903                         | Toupie Lowther            | Adine Masson                 | 6:1, 6:0         |
| 1904                         | Dorothea Douglass         | Edith Austin                 | 6:2, 6:3         |
| 1905                         | Hilda Lane                | Gwendoline Eastlake-Smith    | 6:4, 8:6         |
| 1906                         | Dorothea Douglass         | Hilda Lane                   | 6:2, 6:0         |
| 1907                         | Gwendoline Eastlake-Smith | Mildred Coles                | 6:3, 6:3         |
| 1908                         | Dorothea Douglass         | Gwendoline Eastlake-Smith    | 6:3, 6:3         |
| 1909                         | Dora Boothby              | Madeline O’Neill             | 6:1, 6:3         |
| 1910                         | Dorothea Douglass         | Madeline O’Neill             | 6:4, 6:3         |
| 1911                         | Dorothea Douglass         | Helen Aitchison              | 6:3, 6:1         |
| 1912                         | Dorothy Holman            | Aurea Edgington              | 6:2, 6:0         |
| 1913                         | Dorothea Douglass         | Dorothy Holman               | 6:2, 6:3         |
| 1914                         | Dorothy Holman            | Madeline O’Neill             | 7:9, 6:1, 6:2    |
| 1915–1918: nicht ausgetragen |                           |                              |                  |
| 1919                         | Dorothea Douglass         | Dorothy Holman               | 6:3, 6:3         |
| 1920                         | Elizabeth Ryan            | Doris Craddock               | 6:4, 6:2         |
| 1921                         | Dorothy Holman            | Irene Peacock                | 6:1, 3:6, 6:4    |
| 1922                         | Dorothy Holman            | Doris Craddock               | 6:2, 6:1         |
| 1923                         | Mabel Clayton             | H. Edginton                  | 6:3, 6:2         |
| 1924                         | Winifred Beamish          | Doris Craddock               | 6:4, 6:4         |
| 1925                         | Joan Reid-Thomas          | Blanche Colston              | 6:2, 7:5         |
| 1926                         | Peggy Saunders            | Betty Dix                    | 6:4, 6:2         |
| 1927                         | Eileen Bennett            | Cristobel Hardie             | 6:4, 6:0         |
| 1928                         | Kathleen McKane Godfree   | Eileen Bennett               | 6:1, 6:2         |
| 1929                         | Peggy Saunders            | Joan Ridley                  | 6:4, 6:4         |
| 1930                         | Joan Ridley               | Joan Fry                     | 6:2, 6:2         |
| 1931                         | Mary Heeley               | Jeanette Morfey              | 6:1, 6:0         |
| 1932                         | Peggy Scriven             | Kay Stammers                 | 6:2, 6:4         |
| 1933                         | Phyllis King              | Kay Stammers                 | 10:12, 6:1, 6:3  |
| 1934                         | Phyllis King              | Mary Hardwick                | 6:3, 4:6, 6:2    |
| 1935                         | Peggy Scriven             | Ermyntrude Harvey            | 6:2, 6:2         |
| 1936                         | Anita Lizana              | Mary Hardwick                | 6:3, 6:0         |
| 1937                         | Peggy Scriven             | Phyllis King                 | 6:1, 6:2         |
| 1938                         | Peggy Scriven             | Alexandra McOstrich McKelvie | 6:3, 4:6, 6:1    |
| 1939–1945: nicht ausgetragen |                           |                              |                  |
| 1948                         | Gem Hoahing               | Joan Curry                   | 1:6, 6:3, 7:5    |
| 1949                         | Joan Curry                | Jean Quertier                | 6:1, 6:0         |
| 1950                         | Jean Quertier             | Joan Curry                   | 3:6, 7:5, 6:3    |
| 1951                         | Sue Partridge             | Jean Walker-Smith            | 6:4, 6:4         |
| 1952                         | Angela Mortime            | Sue Partridge                | 6:3, 3:6, 6:3    |
| 1953                         | Angela Mortime            | Georgie Woodgate             | 6:3, 6:2         |
| 1954                         | Angela Mortime            | Shirley Bloomer              | 6:2, 6:3         |
| 1955                         | Anne Shilcock             | Pat Ward                     | 6:2, 6:4         |
| 1956                         | Angela Buxton             | Ann Shilcock                 | 6:2, 6:2         |
| 1957: nicht ausgetragen      |                           |                              |                  |
| 1958                         | Ann Shilcock              | Christine Truman             | 6:2, 6:2         |
| 1959                         | Angela Mortime            | Pat Ward                     | 6:2, 6:3         |
| 1960                         | Angela Mortime            | Ann Haydon                   | 7:5 Aufg.        |
| 1961                         | Angela Mortime            | Christine Truman             | 2:6, 6:1, 6:4    |
| 1962                         | Ann Haydon                | Christine Truman             | 6:4, 4:6, 9:7    |
| 1963                         | Deidre Catt               | Renée Schuurman              | 4:6, 6:3, 6:3    |
| 1964                         | Ann Haydon                | Fay Toyne                    | 6:3, 6:3         |
| 1965                         | Ann Haydon                | Fay Toyne                    | 6:2, 6:1         |
| 1966–1967: nicht ausgetragen |                           |                              |                  |
| 1968                         | Margaret Court            | Virginia Wade                | 10:8, 6:1        |
| 1969                         | Ann Haydon                | Billie Jean King             | 9:11, 6:2, 9:7   |
| 1970                         | Billie Jean King          | Ann Haydon                   | 8:6, 3:6, 6:1    |
| 1971                         | Billie Jean King          | Françoise Dürr               | 6:1, 5:7, 7:5    |